# Kutafja
Kutafja (ros. Кутафья) – barbakan stanowiący część fortyfikacji Kremla moskiewskiego.
Znajduje się przy ulicy Manieżnej, na przedłużeniu mostu Troickiego, na osi Wieży Troickiej, nad fosą i podziemną (od 1819) rzeką Nieglinką, tuż obok południowej fasady Moskiewskiego Maneżu.
Barbakan został wzniesiony w roku 1516 przez mediolańskiego architekta Aloisio da Milano (ros. Алевиз Фрязин). Wejście do Kremla prowadziło przez most zwodzony, podnoszony w razie oblężenia. Był wyposażony w strzelnice i machikuły.
Nie posiadał stropu ani sklepienia.
Wysokość budowli nad poziomem terenu wynosiła 18 metrów.
W XVI i XVII wieku wody rzeki Nieglinki były spiętrzone tak, że Kutafja była otoczona wodą z wszystkich stron.
W roku 1685 mury Kutafji zwieńczono ażurową kamienną attyką.
Pochodzenie nazwy Kutafja wiąże się albo ze słowem „kut” – ukrycie, kąt, albo z określeniem niezgrabnej, nieruchawej kobiety.